# 熊野神社 (大船渡市末崎町中森)
熊野神社（くまのじんじゃ）は、岩手県大船渡市末崎町にある神社。 懸仏等が有形文化財に、三面椿が天然記念物に指定されている。

## 歴史
建立は鎌倉時代の文永年間とされる。「鎌倉時代、松島寺（瑞巌寺）が天台宗改宗の際、僧侶達が焼き討ちを恐れ祭具、仏像など宝物一切を舟に積んで海に逃れ、末崎町泊浜の麻腐島（おくされしま）という岩礁に流れ着いた」という伝説がある。当社鰐口表面に「松嶋用員」と刻まれており、松島寺との関連がうかがえる。

## 文化財

### 県指定文化財
懸仏
附宮殿厨子、直径9.9-23.3 cm。銅造15面、鉄造4面の計19面。銅造は押し出し仏像を装着したもの10面、円板に鋳造したもの3面、板金に裏から毛掘りし、表面に図象を表したもの2面。鉄造は、円板に鋳造したもので、通仏相の如来坐像3面と阿弥陀坐像1面。1975年3月4日、県から有形文化財に指定された。

### 県指定天然記念物
三面椿
当社創建と前後して植栽されたと伝わる。かつて東・西・南の三面にツバキが植栽されていたため三面椿の名がでたが、2009年6月19日に倒木したため、現存するのは東側の一株だけである。このツバキは、岩手県南部および気仙地方に見られるヤブツバキで地際の周囲8m、枝張東西12 m、南北13 m、樹高10 mの巨大な樹である。ただし大船渡東高校の生徒たちが倒木した椿から採取した苗木を培養・育成し、南と西にも植樹されたため、名実ともに「三面椿」が復活した。

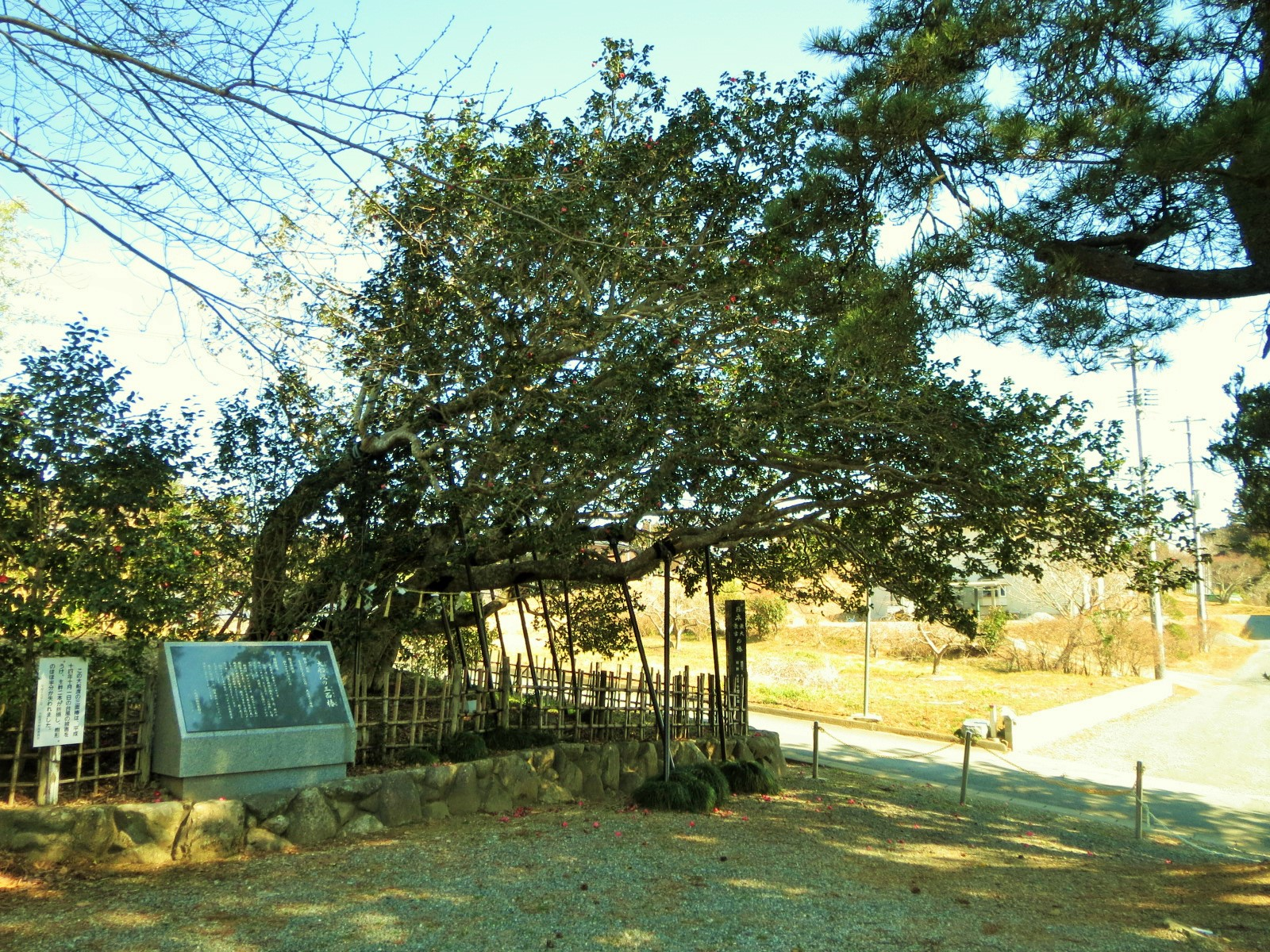
三面椿

### 市指定文化財
- 獅子頭、高麗犬、貴徳面、太鼓胴、鰐口、額字、釜、椀、錫杖頭、瓶子、古版木、金銅千手観音立像懸仏、御意書[5]。

## 現地情報
所在地
- 岩手県大船渡市末崎町字中森17

交通アクセス
- 最寄駅：大船渡線碁石海岸口駅より徒歩30分
- 三陸沿岸道路大船渡碁石海岸インターチェンジより車12分

駐車場
- あり